# Giuseppe Terragni

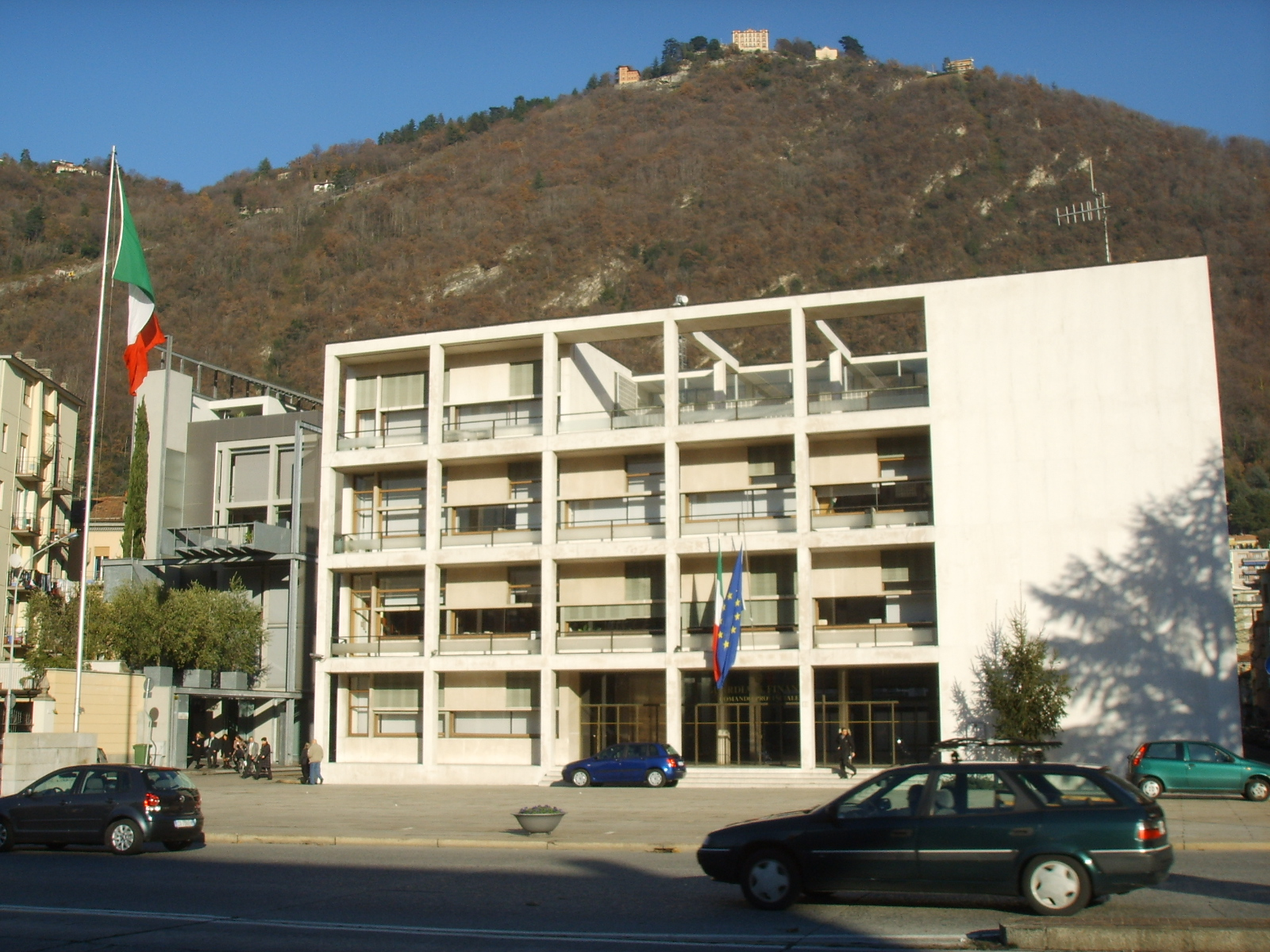
Casa del Fascio (Dům fašistů) v Comu

Giuseppe Terragni (15. dubna 1904, Meda - 19. července 1943, Como) byl italský architekt, pokládaný za představitele italského racionalismu. Jeho dílo bylo spojeno s italským fašismem.

## Život
Narodil se ve městě Meda, jež leží v okolí Milána. Jako sedmnáctiletý se zapsal na technickou univerzitu v Miláně, studoval zde architekturu. Studium ukončil v roce 1926. Vynikal již jako student. V roce 1925 zúčastnil s Pietrem Lingerim konkurzu na památník padlých v Comu na Hlavním náměstí.
V letech 1926–1927 mu v týdeníku Rassegna Italiana vyšly články pokládané za manifest italského racionalismu. Kromě Terragniniho se podepsali Libera, Figini, Pollini, Frette, Larco a Rava. V roce 1926 založil skupinu architektů Gruppo 7, která měla blízko k italskému fašismu, byla ale zároveň radikálně modernistická. Ve stejném roce si otevřel studio se svým bratrem Attiliem v Come.
Jeho kariéra se začala rekonstrukcí fasády hotelu Metropoli-Suisse v Come. V letech 1927-1929 proběhla realizace jeho projektu budovy Novocomum v Come. Stavba vyvolala skandál a protesty řady architektů. V letech 1928-1932 se zúčastnil první a druhé výstavy racionální architektury v Římě, v Breslave a ve Florencii. O rok později předložil svůj nákres návrhu monumentu padlých v Come. V roce 1932 byl pověřen přípravou sálu „O“, vznikl k desátému výročí fašistické revoluce v Římě.
Na úroveň mezinárodního architekta ho vyvýšil Fašistický dům v Come, který navrhl a byl zrealizován v letech 1932-1936. Roku 1933 spolu s přáteli založili noviny „Quadrante“, které vycházely pod vedením Piera Bardino a Massima Bontempelliho. Ve spolupráci s Pietrem Lingerim navrhl „Le cinque case“ v Miláně, stavba vznikla v letech 1933-1936. V letech 1938-1940 pracoval na dalších projektech: úprava regulačních plánů v Come, Danteum ve spolupráci s Lingerim, Casa Giuliani Frigerio - jeho poslední mistrovské dílo.
V roce 1940 byl povolán do války. Nejdříve do Jugoslávie, později do Ruska. V roce 1943 se zraněn vrátil do Itálie a zemřel 19. července téhož roku.